# میرزا احمد امیرزاده ایرانی
میرزا احمد امیرزاده ایرانی نماینده مردم اردبیل از استان آذربایجان شرقی در دومین دوره مجلس شورای اسلامی بود. وی به عنوان جوان‌ترین نماینده این دوره در جلسه افتتاحیه به عنوان نایب رئیس اول انتخاب شد.